# کوپژونا
کوپژونا (به لهستانی:  Koprzywna) یک روستا در لهستان است که در گمینا بیاوا راوسکا واقع شده‌است.